# 浜田健一
濱田 健一（はまだ けんいち、1950年7月21日 - ）は、日本の政治家。衆議院議員（2期）、社会民主党政策審議会長（第4代）を歴任。

## 来歴
鹿児島県鹿児島市出身。鹿児島三育小学校、鹿児島市立甲東中学校、鹿児島県立鹿児島中央高等学校を経て、1969年4月に鹿児島大学教育学部入学。1974年3月に鹿児島大学教育学部を卒業し、小学校教師を経て1993年の第40回衆議院議員総選挙で旧鹿児島2区より村山喜一の後継者として日本社会党公認で出馬し、初当選。1996年の第41回衆議院議員総選挙では鹿児島4区より社会民主党公認で出馬し、自由民主党公認の小里貞利に敗れるも比例九州ブロックで復活し再選。その間、社民党政策審議会長等を歴任。
2000年の第42回衆議院議員総選挙と2003年の第43回衆議院議員総選挙では共に小里に敗れ、比例復活もならず落選。
2005年、第44回衆議院議員総選挙に際して同期の横光克彦と共に社民党を離党し民主党公認で出馬。小里貞利の後継で自民党より出馬した小里泰弘に挑んだが、台風で選挙事務所が全壊するトラブルに見舞われるなど不運も重なり落選。次回総選挙においても民主党公認が内定していたが、病気のため2007年2月15日に党本部へ内定辞退を申し出て政界を引退した。